# Basse Ardèche
Basse Ardèche este o arie protejată (arie de protecție specială avifaunistică — SPA) din Franța întinsă pe o suprafață de 6.059 ha, integral pe uscat.

## Localizare
Centrul sitului Basse Ardèche este situat la coordonatele 44°26′07″N 4°28′29″E / 44.43528°N 4.47472°E.

## Înființare
Situl Basse Ardèche a fost declarat arie de protecție specială avifaunistică în baza directivei 79/409 din 1979 referitoare la conservarea păsărilor sălbatice pentru a proteja 23 de specii de animale.

## Biodiversitate
Situată în ecoregiunea mediteraneană, aria protejată nu include niciun habitat protejat.
La baza desemnării sitului se află mai multe specii protejate de  păsări (23): vulturul negru (Aegypius monachus), pescăruș albastru (Alcedo atthis), fâsă-de-câmp (Anthus campestris), buha (Bubo bubo), caprimulg (Caprimulgus europaeus), șerpar (Circaetus gallicus), erete de stuf (Circus aeruginosus), erete vânăt (Circus cyaneus), erete cenușiu (Circus pygargus), egretă mică (Egretta garzetta), presură de grădină (Emberiza hortulana), șoim călător (Falco peregrinus), zăgan (Gypaetus barbatus), vulturul pleșuv sur (Gyps fulvus), Hieraaetus fasciatus, sfrâncioc roșiatic (Lanius collurio), ciocârlie de pădure (Lullula arborea), gaia neagră (Milvus migrans), gaia roșie (Milvus milvus), vultur egiptean (Neophron percnopterus), vultur pescar (Pandion haliaetus), viespar (Pernis apivorus), silvie de tufiș (Sylvia undata).
Pe lângă speciile protejate, pe teritoriul sitului au mai fost identificate 18 specii de păsări.